# Stingray Classica
Stingray Classica (voorheen Brava) is een Nederlands cultureel televisiekanaal van de Canadese Stingray Group, gericht op het Nederlandse en Belgische publiek. De programma's omvatten klassieke muziek, opera en ballet, gebracht door gerenommeerde uitvoerders in de meest bekende concertzalen en operahuizen ter wereld. De programma's worden 24 uur op 24 uitgezonden. Stingray Djazz, Stingray iConcerts en Stingray Lite TV worden ook in Nederland en België aangeboden.

## Geschiedenis
Brava werd op 1 juli 2009 door Jur Bron en Gerard Ardesch gelanceerd in Nederland, als BravaNL. Strengholt BV was mede-eigenaar van 23 december 2011 tot 31 juli 2015.
Op 25 november 2010 werd Brava 3D gestart. Op deze zender werden de programma's in stereoscopisch 3D uitgezonden. Deze zender was in geheel Europa vrij te ontvangen via satellietpositie Astra 23,5°O. Vanwege tegenvallende interesse in 3D-televisie werd de zender op 1 augustus 2012 gestaakt.
BravaNL werd tussen 2013 en 2014 Brava nl klassiek genoemd, maar ging daarna verder onder de naam Brava.
Het Canadese bedrijf Stingray Digital nam Brava over op 31 juli 2015. In oktober 2015 verwierf Stingray het Vlaamse televisiekanaal Cultuur 7. Op 1 december 2015 werden Cultuur 7 en Brava samengevoegd, dat in november 2016 werd omgedoopt tot Stingray Brava.
Stingray Brava ging op 17 april 2019 op in het reeds bestaande Stingray Classica. Stingray had de Duitse tv-zender Classica in 2017 overgenomen van Unitel GmbH & Co.KG.
In maart 2020 lanceerde Stingray, naar aanleiding van de lockdowns tijdens de coronapandemie, drie mobiele apps: Stingray Karaoke, Qello en Classica. Deze apps verschenen ook op de site van Stingray. Mensen die een account hadden bij Stingray kregen per mail een code toegestuurd waarmee ze een maand gratis naar deze apps konden kijken. 

## Digitaal
Stingray Brava is een digitaal televisiekanaal, al dan niet tegen betaling beschikbaar in onder meer Nederland en België.

## Vorige logo's

### Nederland

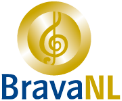
2009–2013
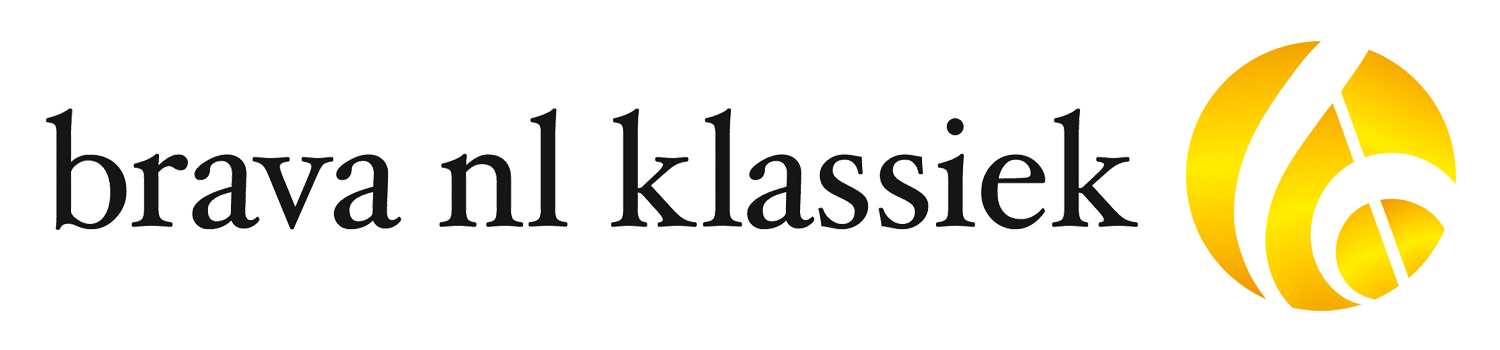
2013–2014
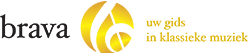
2014–2016

### België

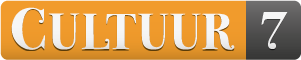
2013–2015
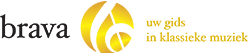
2015–2016